# Upíři
Upíři (Desmodontinae) představují samostatnou podčeleď listonosovitých netopýrů, jejíž zástupci se vyznačují krvežravostí (hematofágií): živí se výhradně krví teplokrevných živočichů.

## Krvežravost
Upíři nejsou příliš obratní letci a podobně jako kaloni vysílají ultrazvukové signály nižší frekvence. Existuje teorie, že právě toto znevýhodnění donutilo předka upírů, aby se místo chytání hmyzu za letu živil ektoparazity velkých savců. Společně s krví nasátými cizopasníky tak spořádal i větší či menší množství krve hostitele.
Dnešní upíři jsou plně přizpůsobeni ke konzumaci krve. Stoličky mají téměř úplně redukované, zato řezáky jsou velmi ostré a slouží k naříznutí kůže hostitele. Správné místo, kam kousnout, pozná upír pomocí zvláštního tepločivného orgánu, který mají v okolí nozder.
Sliny upírů obsahují anestetika a látky, které zabraňují srážení krve. Jedna z nich, pojmenovaná desmoteplase, je nejlepší antikoagulancium, které lidstvo dosud objevilo[zdroj?]. Jeho průmyslově vyráběné deriváty se testovaly jako lék pro pacienty s mrtvicí, neprokázala se však jejich účinnost a jejich vývoj byl ukončen.
Netopýři krev nesají, pouze ji olizují, jak vytéká z rány. Kvůli velké účinnosti jejich protisrážlivých slin rána často krvácí i dlouho poté, co už se upír nasytil.
Upíři mají i další zvláštní uzpůsobení ke krvežravosti. Jejich česlo, tedy počáteční úsek žaludku, je extrémně prodloužené (až 150 % délky těla). To jim umožňuje vyvrhovat krev, samice upírů tak přinášejí potravu svým mláďatům, upíři se krmí navzájem, když se některému jedinci nepodaří najít potravu, ostatní ho nakrmí.
Krev obsahuje velké množství bílkovin a vody, ale jen málo energie. Upíři tedy musejí jíst skoro každý den, a když najdou hostitele, najednou vypijí tolik krve, kolik sami váží (tj. 20–30 g). Při jednom krmení dokážou zkonzumovat až 50 ml krve.
Upír tedy při krmení velmi ztěžkne. Aby se zbavil přebytečné tekutiny, do dvou minut po krmení začne močit. Jeho ledviny vyloučí velmi zředěnou moč.
Při trávení velkého množství proteinů z přijaté krve vzniká také velké množství močoviny – ledviny odpočívajícího upíra produkují hypertonickou, hustou moč.

## Způsob života
Upíři jsou velmi sociální a kontaktní zvířata. Přes den se ukrývají na tmavých místech, v jeskyních, v dutinách stromů i v budovách, často ve velkých koloniích, někdy společně s dalšími druhy netopýrů. Vylétávají, teprve když je úplná tma, a hledají hostitele. Létají pomalu a nízko nad zemí.
K hostiteli málokdy přilétávají; jakmile nějakého objeví, přistanou na zem a dojdou po čtyřech. Na rozdíl od jiných druhů netopýrů se po zemi pohybují docela hbitě a rychle. Jejich spící hostitel si málokdy hodujícího upíra všimne, a pokud ano, upíři se nedají snadno odehnat.
Po napití je upír někdy tak těžký, že nemůže znovu vzlétnout a musí pěšky dojít až do své jeskyně.

## Upíři jako škodlivé druhy
Upíři žijí v Jižní a Střední Americe. Zvláště upír obecný, který se jako jediný živí i krví savců (ostatní druhy se živí výhradně ptačí krví), se velmi rozšířil díky velkému rozšíření chovu dobytka. Zvýšení potravní nabídky zapříčinilo i velké rozšíření upíra, i na místa, kde se dříve nevyskytoval.
Upíři svým sáním zraňují dobytek a vyčerpávají ho ztrátou krve. Dobytek se také upírů leká a jejich přítomnost je stresuje. Ztráty na dobytku způsobené upíry jsou odhadovány až na 100 milionů dolarů ročně.
Upíři jsou ve svém regionu nejvýznamnějším rezervoárem a přenašečem vztekliny.